# Rauchen in Frankreich
In Frankreich wurde das Rauchen in öffentlichen Verkehrsmitteln erstmals durch das Veil-Gesetz von 1976 eingeschränkt. Weitere Beschränkungen wurden im Évin-Gesetz von 1991 festgelegt, das eine Reihe von Maßnahmen gegen Alkoholismus und Tabakkonsum enthält. Ein wesentlich strengeres Rauchverbot wurde am 1. Februar 2007 eingeführt. Das Rauchen in geschlossenen öffentlichen Räumen wie Büros, Schulen, Regierungsgebäuden und Restaurants ist streng verboten. Die Gesetzeshüter können die Gesetze mit Geldstrafen von mindestens 500 € durchsetzen.

## Geschichte
Im späten 16. Jahrhundert führte Jean Nicot den Tabak in Frankreich ein. Er nannte ihn das „Königinnenkraut“, aber sein Name wurde für Nikotin verwendet. Im Jahr 1610 führte Kardinal Crescenzio das Rauchen in Frankreich ein, nachdem er in England davon erfahren hatte. Es wurde sehr populär. Nach 1650 kam der Schnupftabak in der französischen Oberschicht, einschließlich des Adels und des Klerus, in Mode. Er löste den Rauchtabak ab, der in der Mittel- und Unterschicht sowie bei den Bauern beliebt blieb.
Nach Angaben von Catherine Hill gab es 1860 so gut wie keine Zigaretten. Der Verkauf von Zigaretten nahm stetig zu und erreichte 1939 einen täglichen Verbrauch von zwei Zigaretten pro Erwachsenen. Während des Zweiten Weltkriegs (1939–1945) kam es zu einem starken Rückgang und anschließend zu einer raschen Erholung. Die Verkäufe stiegen bis 1975 weiter schnell an, gefolgt von einer Phase der Stabilität zwischen 1975 und 1992 (etwa 5,7 Zigaretten). Im Jahr 1976 begannen größere Einschränkungen. Der Höhepunkt des Zigarettenkonsums wurde 1985 mit einem Höchstwert von sechs Zigaretten pro Tag erreicht.

### Seit 1976
Catherine Hill berichtete 1998:
Der Tabakverkauf stieg von 3 g pro Erwachsenem und Tag [im Jahr 1900] … auf ein Maximum von 6,8 g im Jahr 1975 und ging dann zwischen 1991 und 1996 um 10 % zurück. Seit Anfang der 1950er Jahre ist der Anteil der Raucher in der männlichen Bevölkerung zurückgegangen und in der weiblichen Bevölkerung gestiegen. In Frankreich sind 60.000 Todesfälle auf das Rauchen zurückzuführen. Diese Todesfälle machen 12 % der Gesamtsterblichkeit aus. 
Die ersten Einschränkungen des Rauchens in Frankreich wurden mit dem Veil-Gesetz von 1976 eingeführt, das das Rauchen in öffentlichen Verkehrsmitteln verbot. Weitere Beschränkungen wurden mit dem Évin-Gesetz von 1991 eingeführt, das Maßnahmen gegen Alkoholismus und Tabakkonsum enthielt. Ein wesentlich strengeres Rauchverbot wurde 2007 eingeführt, das das Rauchen in geschlossenen öffentlichen Räumen wie Büros, Schulen, Regierungsgebäuden und Restaurants verbietet. Die Strafverfolgungsbehörden können die Gesetze mit Geldstrafen von mindestens 500 € durchsetzen.
Das Veil-Gesetz ist nach der französischen Gesundheitsministerin Simone Veil benannt, die 1976 die Initiative zur Bekämpfung des Tabakkonsums in Frankreich ergriff. Veil verbot die Werbung für Tabak oder Tabakerzeugnisse und verpflichtete die Tabakunternehmen, auf ihren Zigarettenpackungen strenge Warnhinweise wie „Abus Dangereux - [Übermäßiger Gebrauch ist gefährlich]“ aufzudrucken. Ein weiterer wichtiger Aspekt des Veil-Gesetzes war die Beschränkung der öffentlich zugänglichen Raucherräume (affectés à un usage collectif).
Das Évin-Gesetz ist nach Claude Évin benannt, dem Minister, der sich für dieses Gesetz eingesetzt hat. Das Gesetz überlässt bestimmte wichtige Kriterien, was in Bezug auf Raucherbereiche erlaubt ist und was nicht, den von der Exekutive erlassenen Verordnungen, und diese Verordnungen wurden 2007 geändert.
Eine Klage gegen die neuen Vorschriften wurde 2007 vor dem Conseil d’État eingereicht, aber abgewiesen. Nach den ursprünglichen Durchführungsbestimmungen des Évin-Gesetzes von 1991 mussten Restaurants, Cafés usw. lediglich Raucher- und Nichtraucherbereiche einrichten, die in der Praxis oft nicht gut voneinander getrennt waren. In größeren Betrieben konnten die Raucher- und Nichtraucherbereiche in getrennten Räumen untergebracht werden, aber oft waren es nur Bereiche innerhalb desselben Raums.

## Aktueller Stand
Rauchen und Vaping sind in allen öffentlichen Gebäuden verboten (Regierungsgebäude, Büros, öffentliche Verkehrsmittel, Universitäten, Museen, Restaurants, Cafés, Nachtclubs usw.). Für Cafés und Geschäfte, die Tabakerzeugnisse verkaufen, gelten dieselben Vorschriften. Es gibt keine Ausnahmen für spezielle Raucherräume, die strenge Bedingungen erfüllen. Darüber hinaus gilt an einigen öffentlichen Orten im Freien ein Rauch- und Vaping-Verbot (Bahnhöfe).
Im Jahr 2015 erklärten 32 % der französischen Erwachsenen, dass sie regelmäßig rauchen. Bei Verstößen gegen die Tabakgesetze kann der Raucher mit einer Geldstrafe von bis zu 450 EUR und der Eigentümer des Lokals mit bis zu 750 EUR belegt werden. Im Jahr 2017 wurde eine Einheitsverpackung für Zigaretten eingeführt.